# Ewoud Gommans
Ewoud Gommans est un joueur néerlandais de volley-ball né le 17 novembre 1990 à Voorschoten en Hollande-Méridionale. Il mesure 2,02 m et joue au poste de réceptionneur-attaquant.

## Vie privée
Sa femme est la volleyeuse internationale serbe Sanja Gommans.

## Clubs
| HvA Volleybal    | 2007-2008 | 2009-2010 |
| Dynamo Apeldoorn | 2010-2011 | 2010-2011 |
| Moerser SC       | 2011-2012 | 2012-2013 |
| TSV Unterhaching | 2013-2014 | 2013-2014 |
| AS Cannes        | 2014-2015 | ...       |

## Palmarès
- Coupe des Pays-Bas (1)
  - Vainqueur : 2011
- Supercoupe des Pays-Bas (1)
  - Vainqueur : 2010
- Coupe d'Allemagne (1)
  - Vainqueur : 2013